# Dayse Figueiredo
Dayse Cristine de Oliveira Figueiredo est une joueuse brésilienne de volley-ball née le 27 juin 1984 à João Pessoa (Paraíba). Elle mesure 1,83 m et joue au poste de réceptionneuse-attaquante. Elle totalise 25 sélections en équipe du Brésil.

## Clubs
| Club                       | De        | À         |
| -------------------------- | --------- | --------- |
| Osasco Voleibol Clube      | 2002-2003 | 2002-2003 |
| Rio de Janeiro Volêi Clube | 2003-2004 | 2003-2004 |
| São Caetano                | 2004-2005 | 2010-2011 |
| Praia Clube                | 2011-2012 | 2012-2013 |
| Sesi-SP                    | 2013-2014 | 2015-2016 |
| Vôlei Bauru                | 2016-2017 | 2017-2018 |
| São Caetano Esporte Clube  | 2018-2019 | 2018-2019 |
| Clube Curitibano           | 2019-2020 | 2019-2020 |
| Bandung Bank BJB Pakuan    | mars 2020 | mai 2020  |
| Fluminense Football Club   | 2020-2021 | …         |

## Palmarès

### Équipe nationale
- Coupe panaméricaine
  - Finaliste : 2008.
- Championnat du monde des moins de 20 ans
  - Vainqueur : 2003.
- Championnat d'Amérique du Sud  des moins de 20 ans
  - Vainqueur : 2002.
- Championnat du monde des moins de 18 ans
  - Finaliste : 1999.
- Championnat du monde des moins de 18 ans
  - Finaliste : 2001.

### Clubs
- Championnat sud-américain des clubs
  - Vainqueur : 2014.
- Championnat du Brésil
  - Finaliste : 2014.
- Coupe du Brésil
  - Finaliste : 2008, 2014.

### Distinctions individuelles
- Championnat sud-américain des clubs de volley-ball féminin 2014: Meilleure réceptionneuse-attaquante.